# Ulica św. Gertrudy w Krakowie
Ulica św. Gertrudy – ulica w Krakowie, prowadząca wzdłuż Plant, od Poczty Głównej do Wawelu. Została wytyczona w latach 70. XIX wieku w miejscu drogi, która niegdyś prowadziła wzdłuż murów miejskich. Stanowi fragment I obwodnicy Krakowa.
Tu – na obecnych Plantach, w pobliżu ulicy Siennej – znajdował się kościół św. Gertrudy, zwany także kościołem Złoczyńców. Na otaczającym kościół cmentarzu chowano osoby skazane na karę śmierci i ścięte mieczem katowskim. Cmentarz zamknięto po 1796 roku. Świątynię zamknięto w 1810 roku, a w 1820 roku władze miejskie sprzedały na licytacji ruinę kościółka (którą ostatecznie rozebrano w 1822 roku) i nie pozwoliły na zabudowę powstałego placu, gdyż już dojrzewała myśl założenia Plant.
Po II wojnie światowej, w 1950 roku, ulicy nadano imię Ludwika Waryńskiego – działacza ruchu robotniczego. W 1990 roku przywrócono dawną nazwę – św. Gertrudy.

## Niektóre kamienice
- Pod nr 2 znajduje się kamienica wzniesiona w duchu historyzmu według projektu Karola Zaremby w 1889 r.

- Nr 5 to specjalnie zaprojektowany budynek kina „Wanda” (dziś delikatesy spożywcze) otwarty uroczyście w 1912 r. Fasada zachowała secesyjną dekorację z mozaiką.

- Pod nr 6 znajduje się hotel Monopol zaprojektowany przez Filipa Pokutyńskiego w 1876 r. z fasadą w stylu eklektycznym i lustrzaną nadbudową z ostatnich lat.

- Budynek nr 12 A pochodzący z 1886 r. zachował wystrój z ostatniej modernizacji w 1938 r. Na klatce schodowej znajdują się witraże ze scenami alegorycznymi.

- Na kamienicy nr 16 wmurowano pamiątkową tablicę poświęconą Narcyzowi Wiatrowi „Zawojnie”.

- W kamienicy nr 19 po II wojnie światowej mieszkał reżyser Wojciech Jerzy Has[1]

- Kamienice 23-24 zostały zbudowane przez zakon księży Misjonarzy i stanowią własność kościelną. W latach II wojny światowej znajdowała się w nich siedziba Abwehry – niemieckiego wywiadu wojskowego.

- Kompleks budynków 26-29 to hotel „Royal”, przed II wojną światową były to 4 hotele: Royal, Union, City i Garnizonowy. W okresie II wojny światowej zamieszkiwali tutaj żołnierze niemieccy, po wojnie do 1954 roku mieściło się Dowództwo Krakowskiego Okręgu Wojskowego, następnie kasyno i hotel garnizonowy. Ostatecznie po generalnym remoncie w 1987 roku, obiekt połączono w jeden kompleks hotelowy pod nazwą Hotel „Royal” z 120 miejscami noclegowymi.

## Galeria

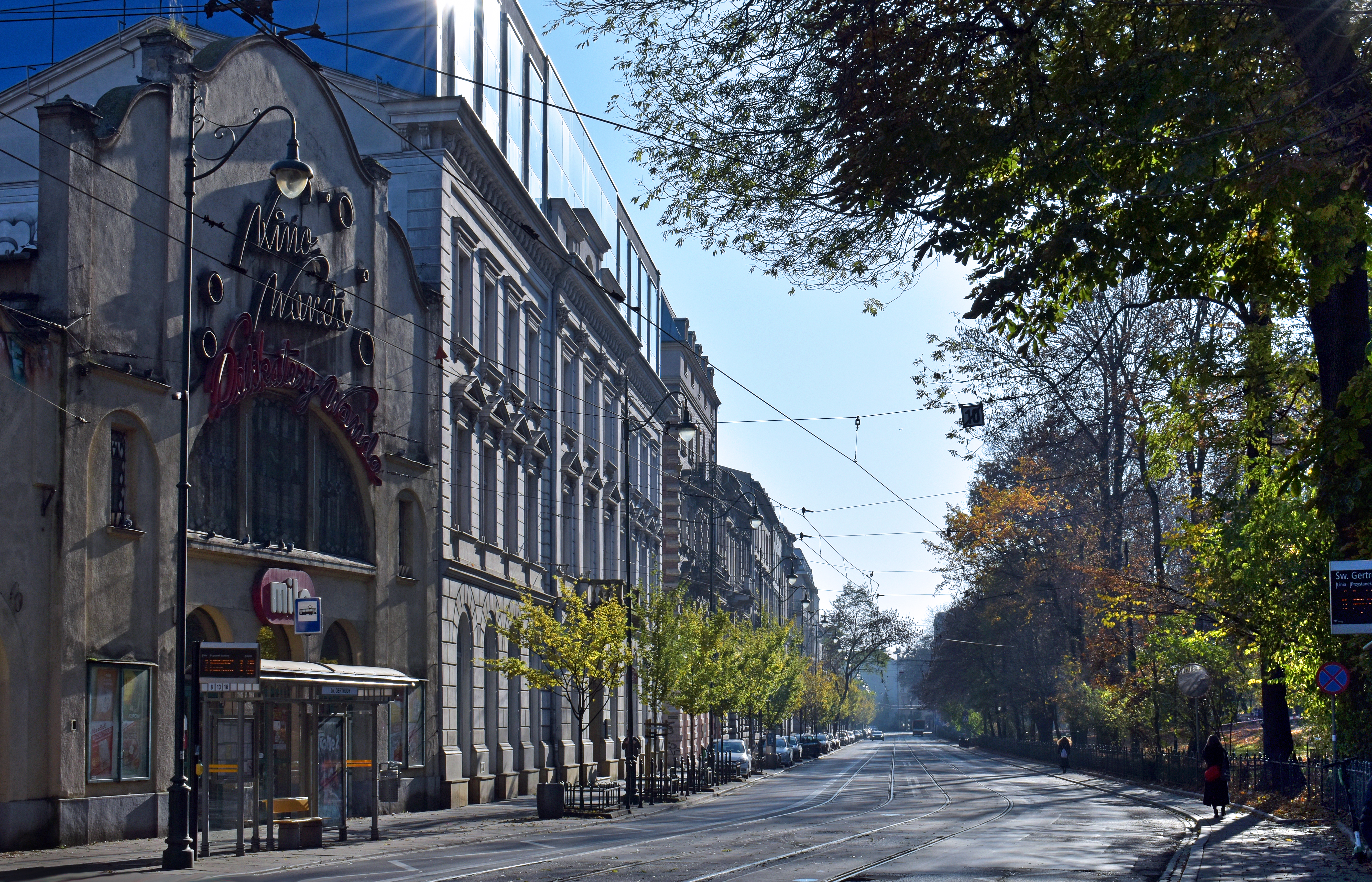
Widok od skrzyżowania z ul. Dominikańską na południe.
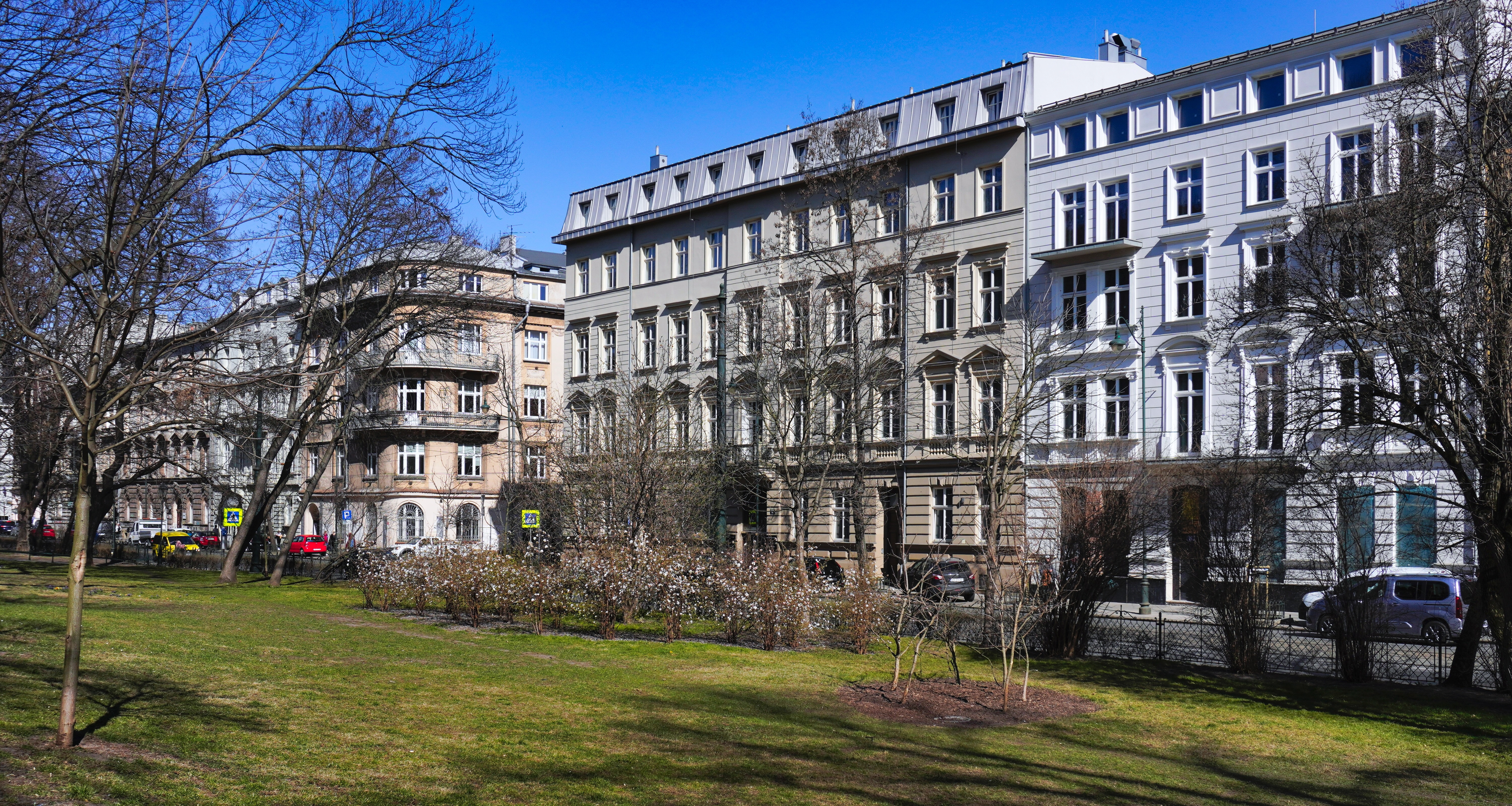
Zabudowa ulicy, widok z Plant
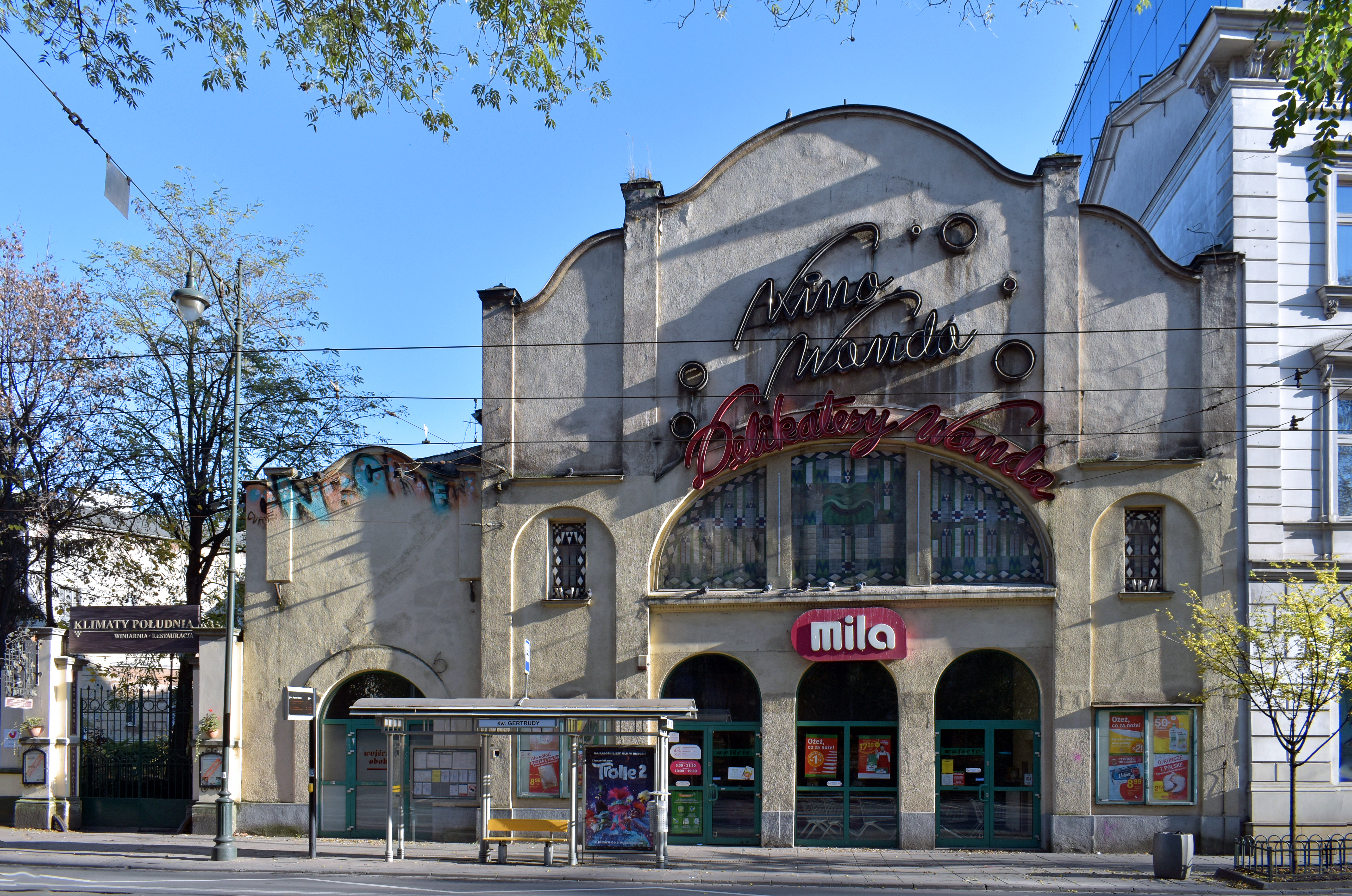
Budynek dawnego kina „Wanda”.
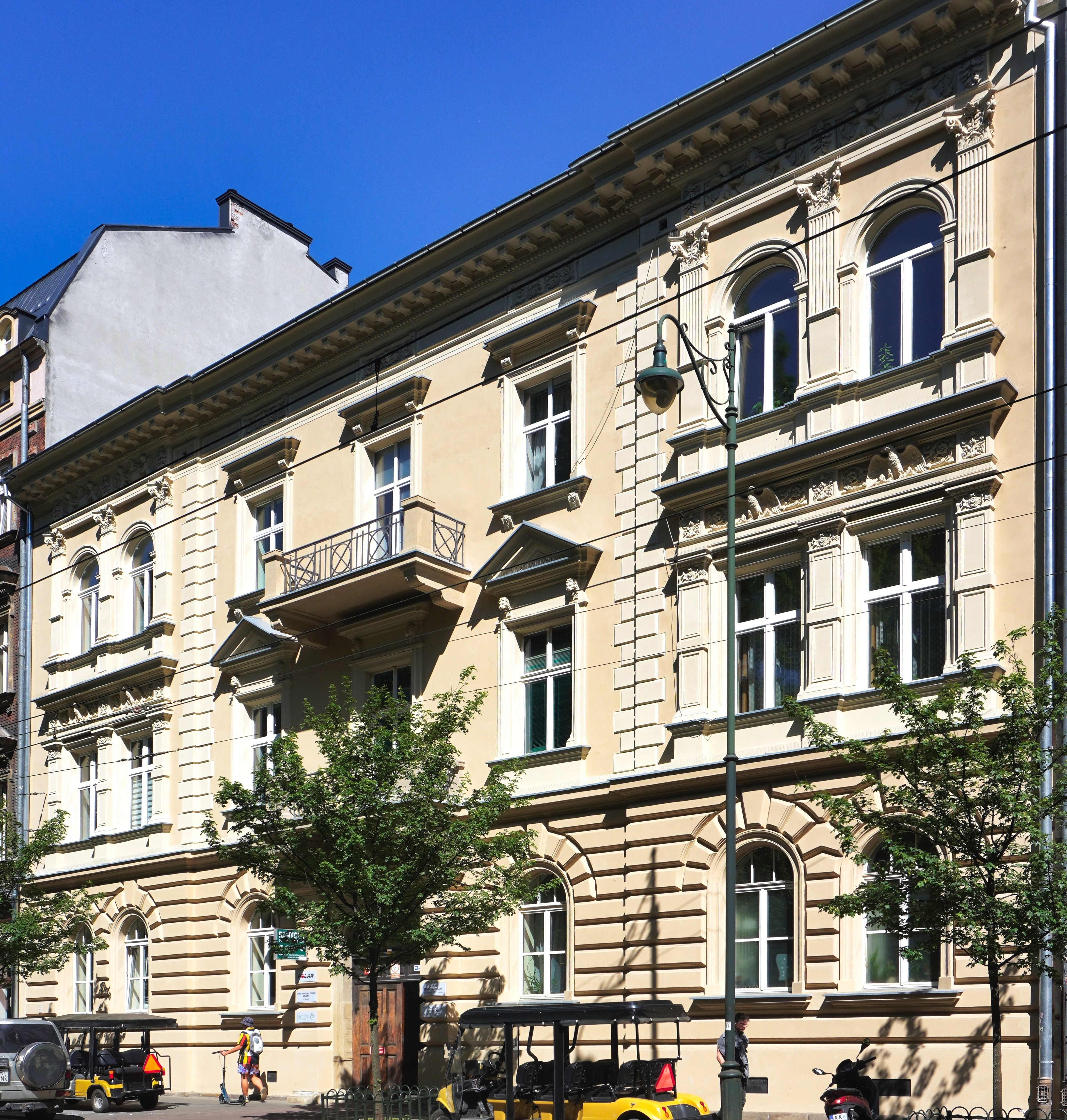
ul. św. Gertrudy 8 Kamienica (proj. Maksymilian Nitsch, 1887)
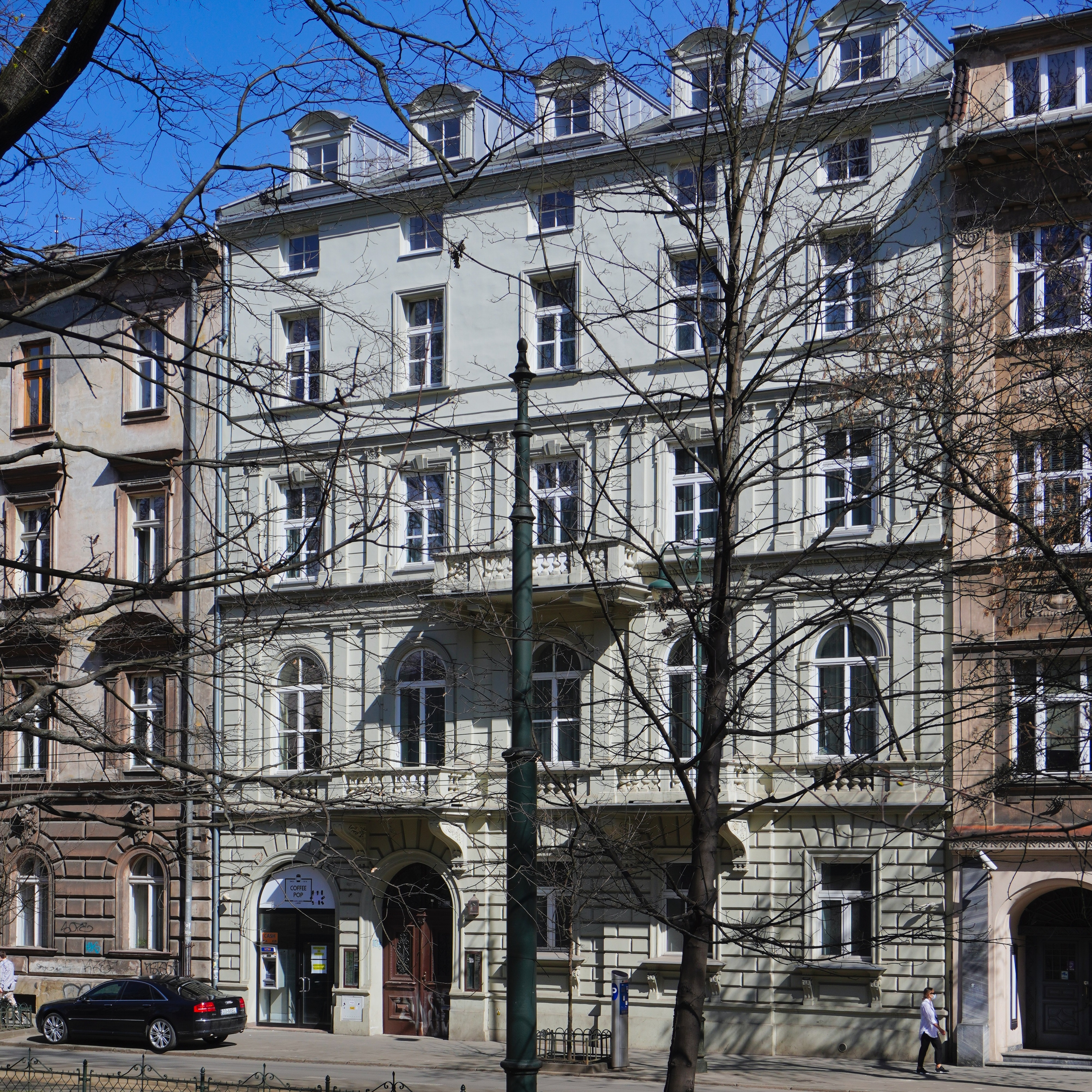
ul. św. Gertrudy 10 Kamienica
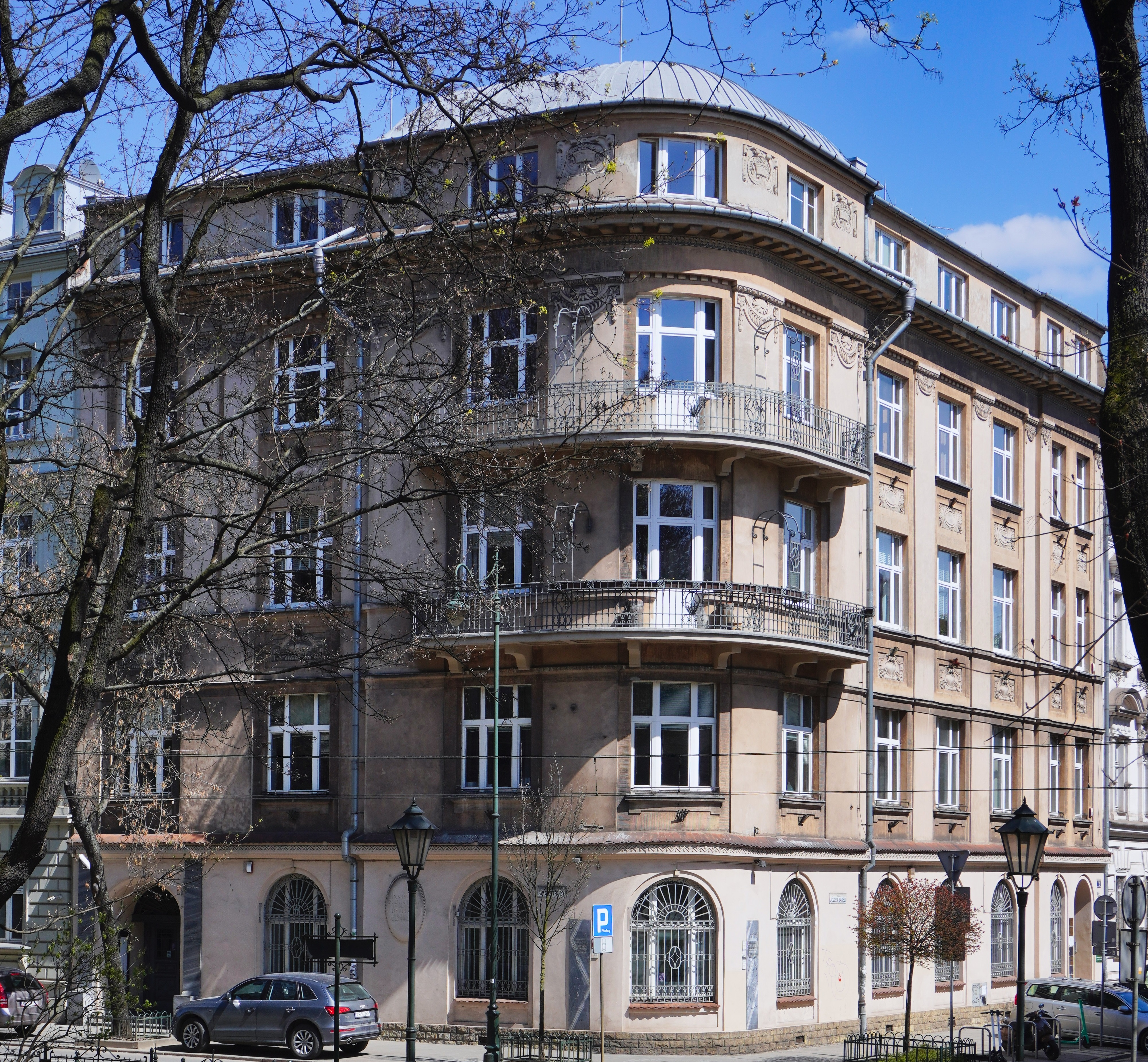
ul. św. Gertrudy 11 Kamienica, budynek banku i Instytutu Zootechniki UJ (proj. Maksymilian Nitsch, 1879)
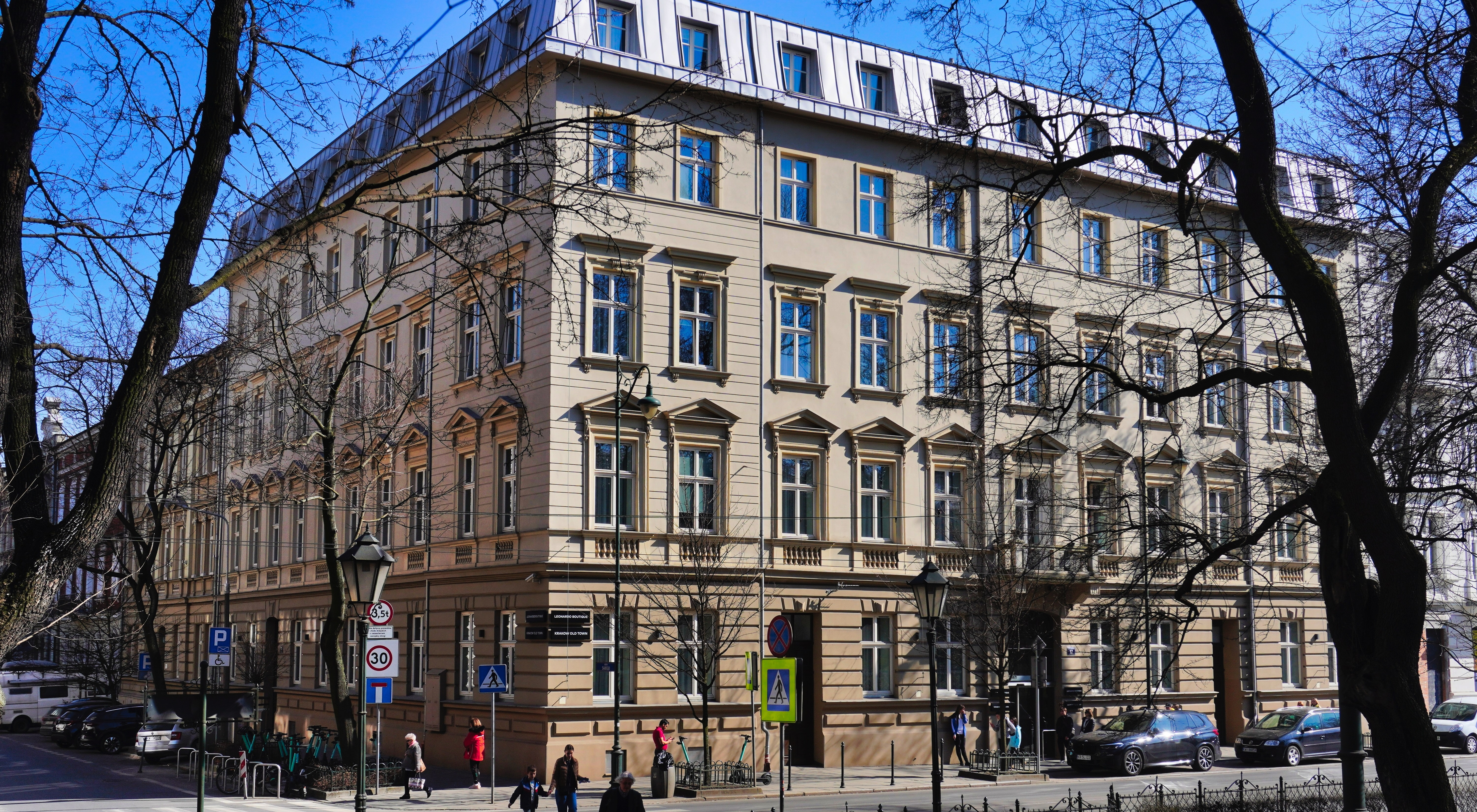
ul. św. Gertrudy 12 Kamienica (ok. 1900)
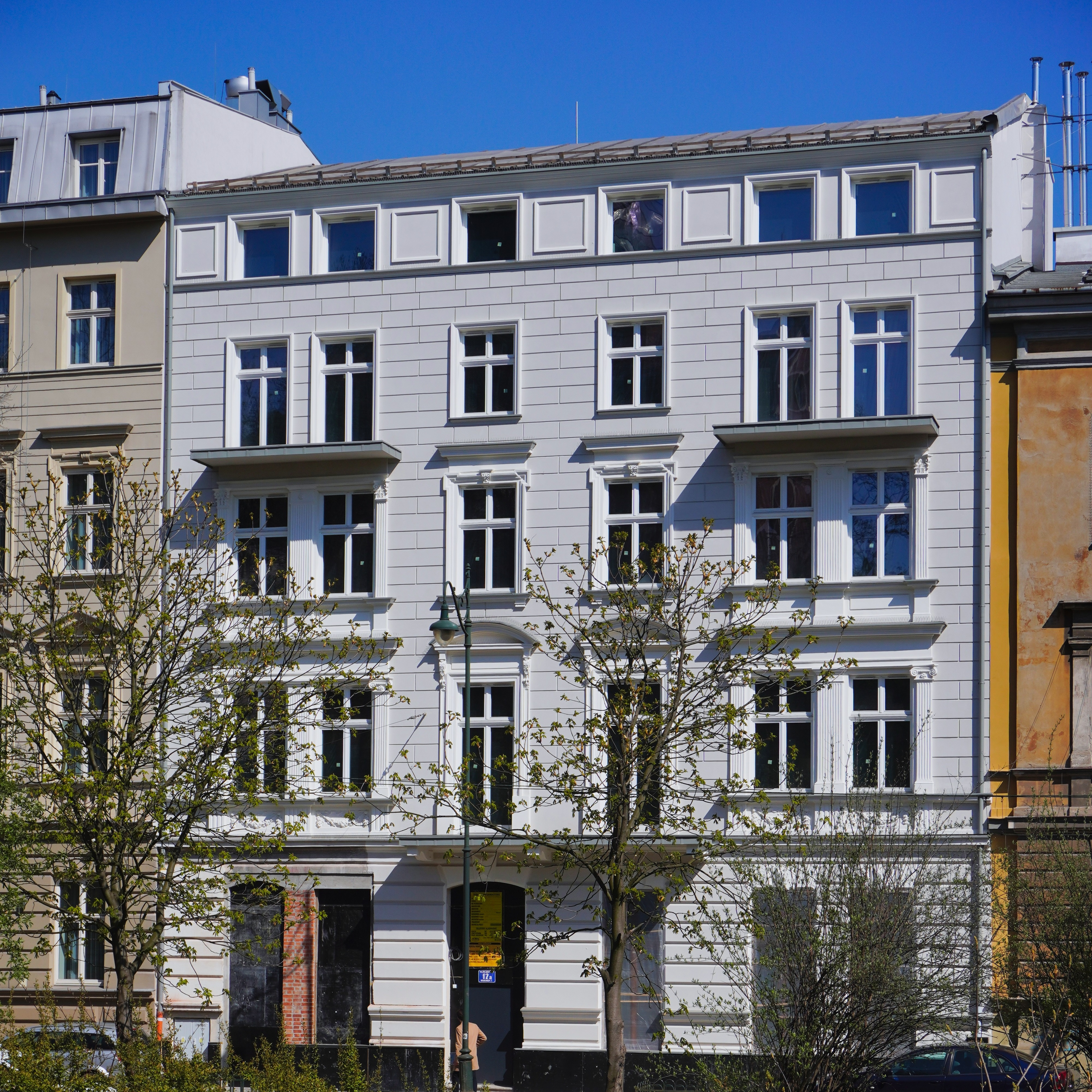
ul. św. Gertrudy 12a Kamienica
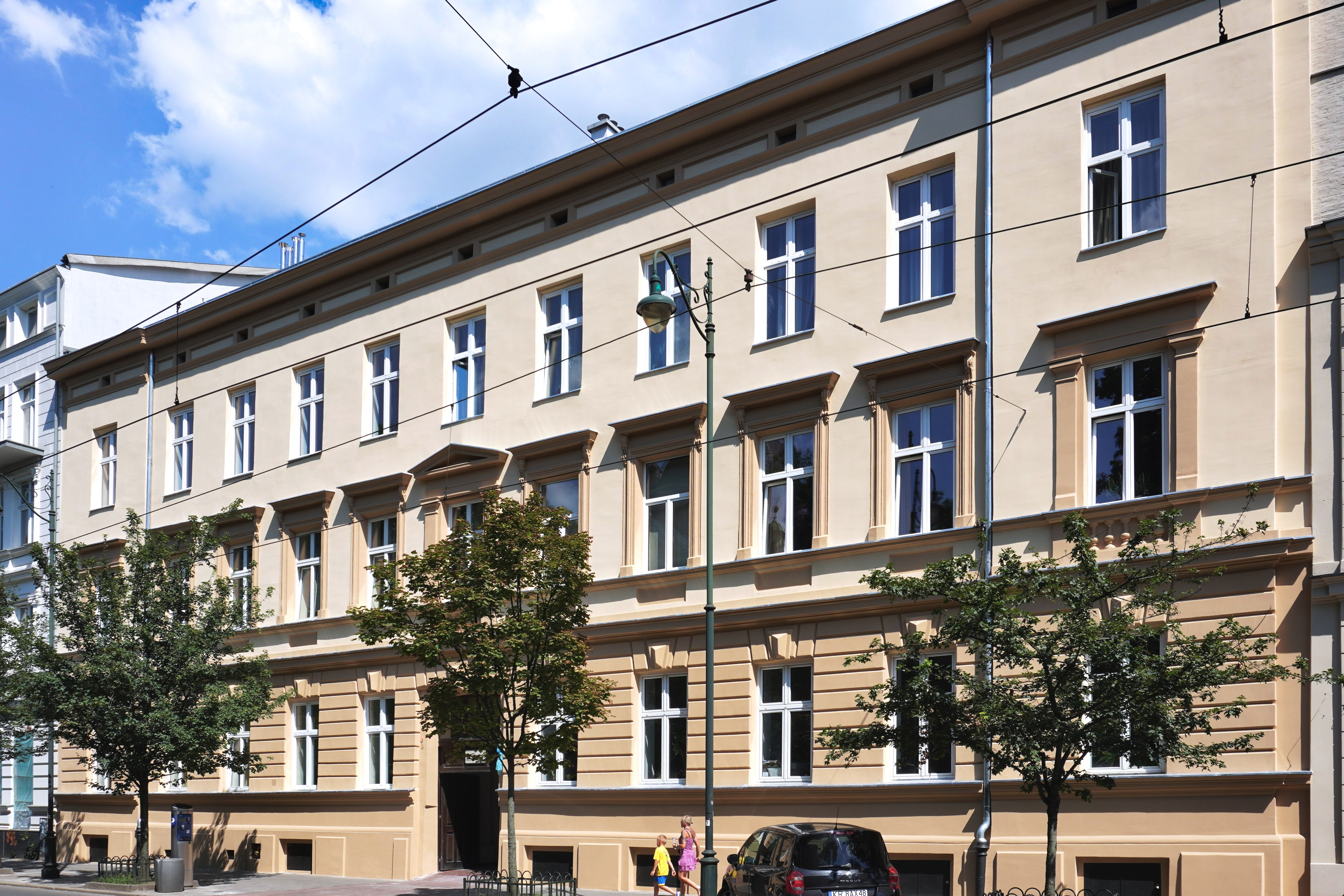
ul. św. Gertrudy 14 Kamienica (proj. Józef Ertel, 1878)
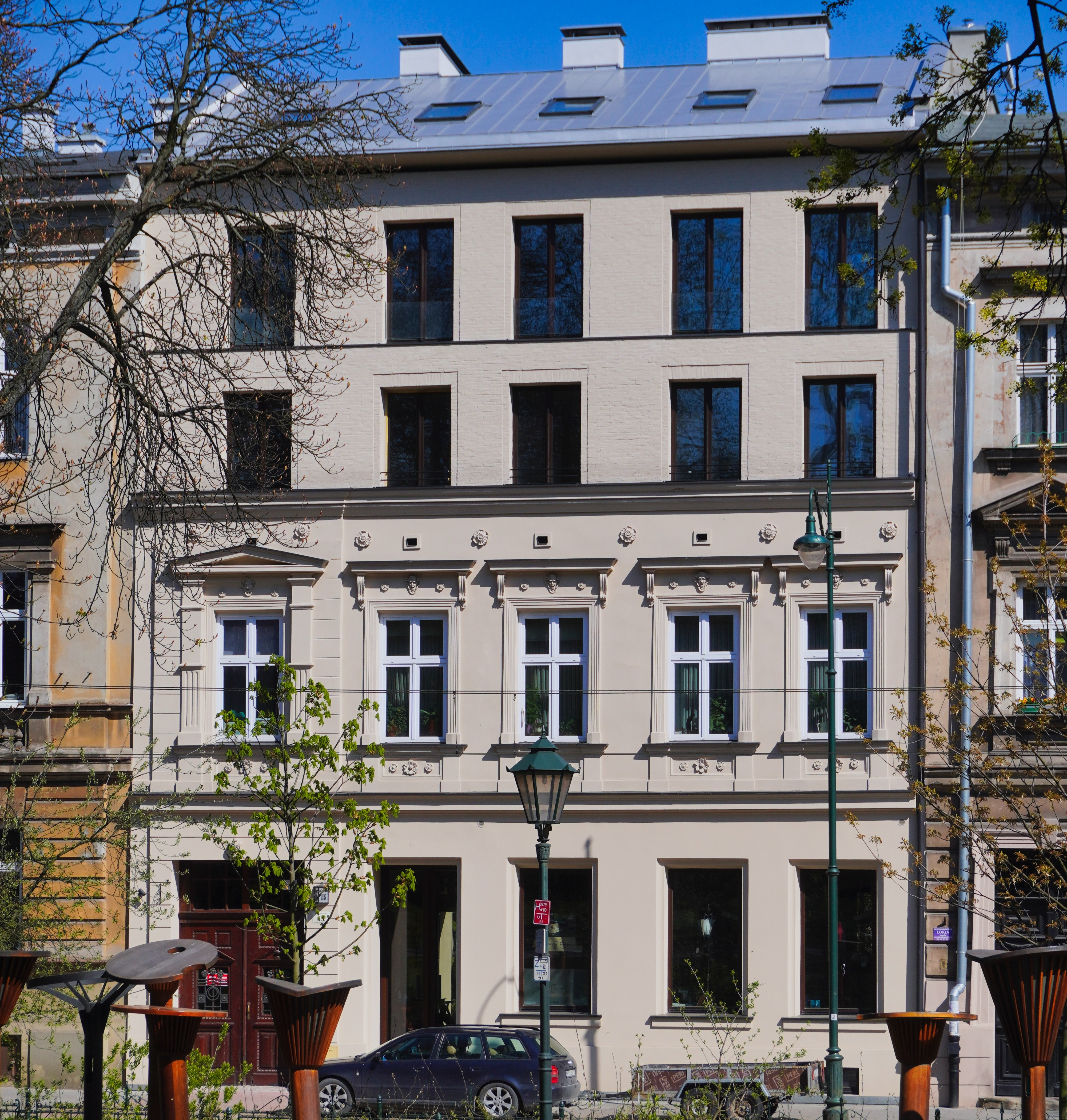
ul. św. Gertrudy 15 Kamienica (proj. Nachman Kopald, 1878, drugie i trzecie piętro nadbudowano w 2019 roku)
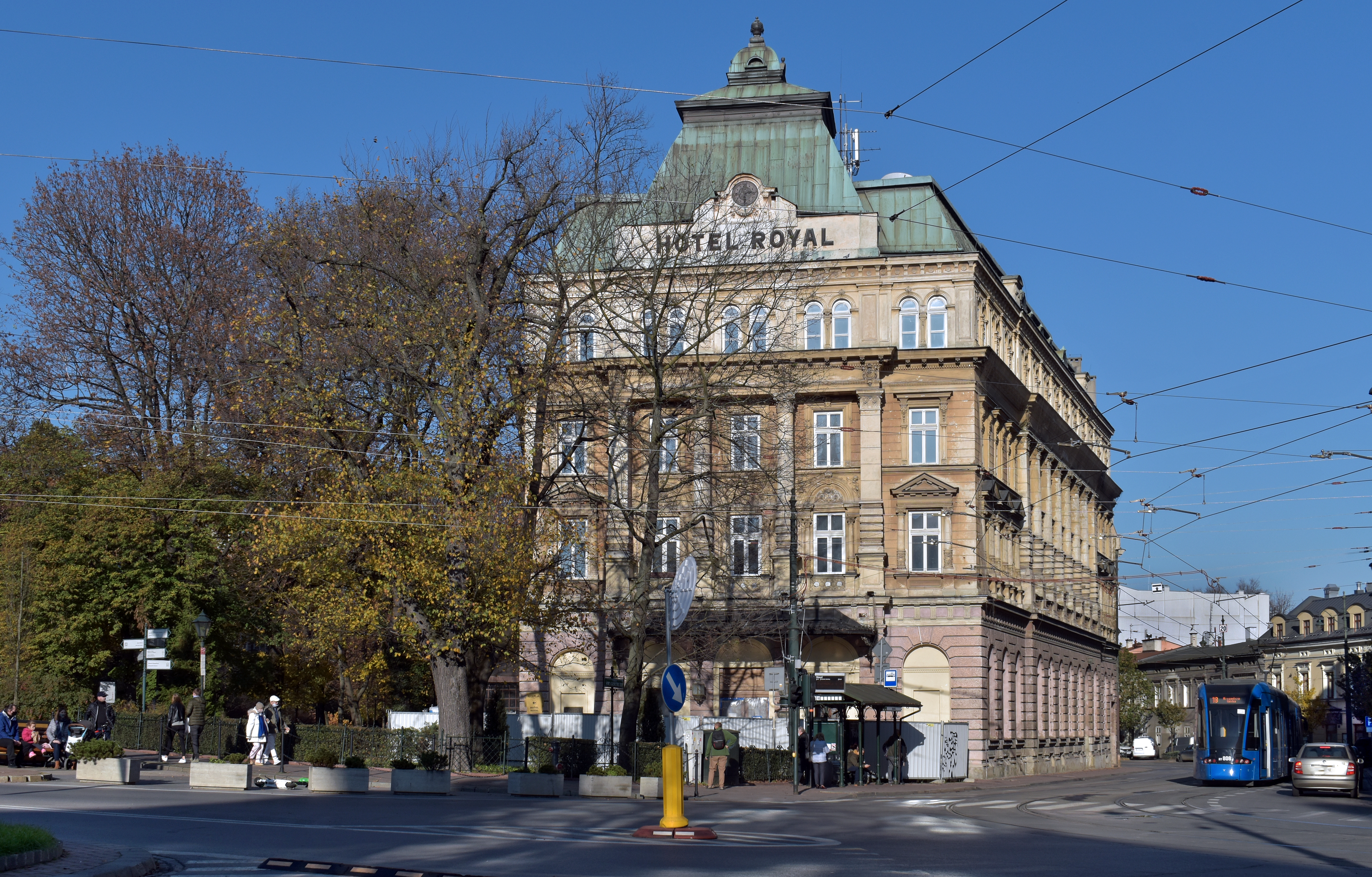
Hotel Royal.
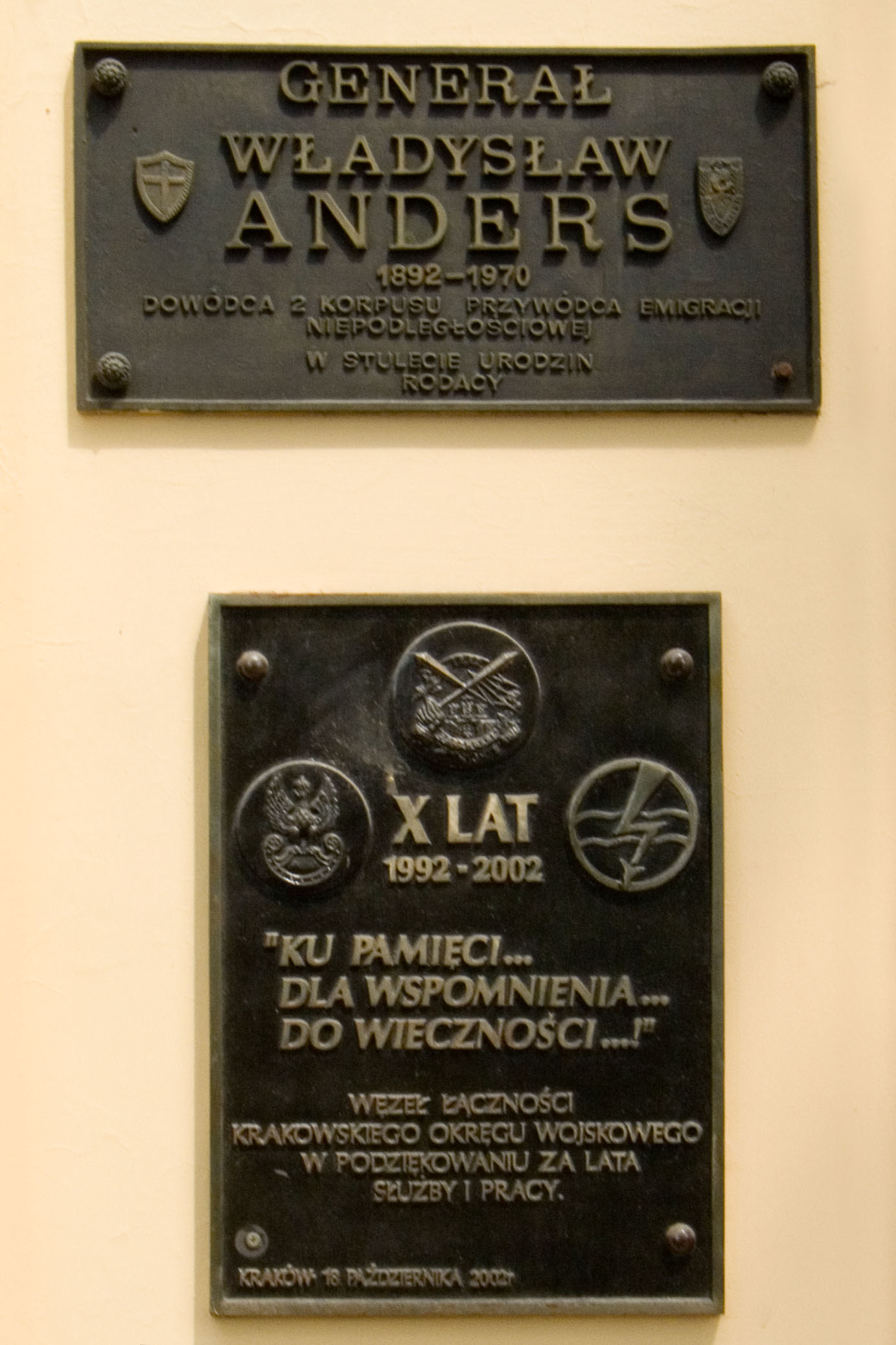
Tablica pamięci generała Władysława Andersa, wmurowana w ścianę hotelu „Royal”.
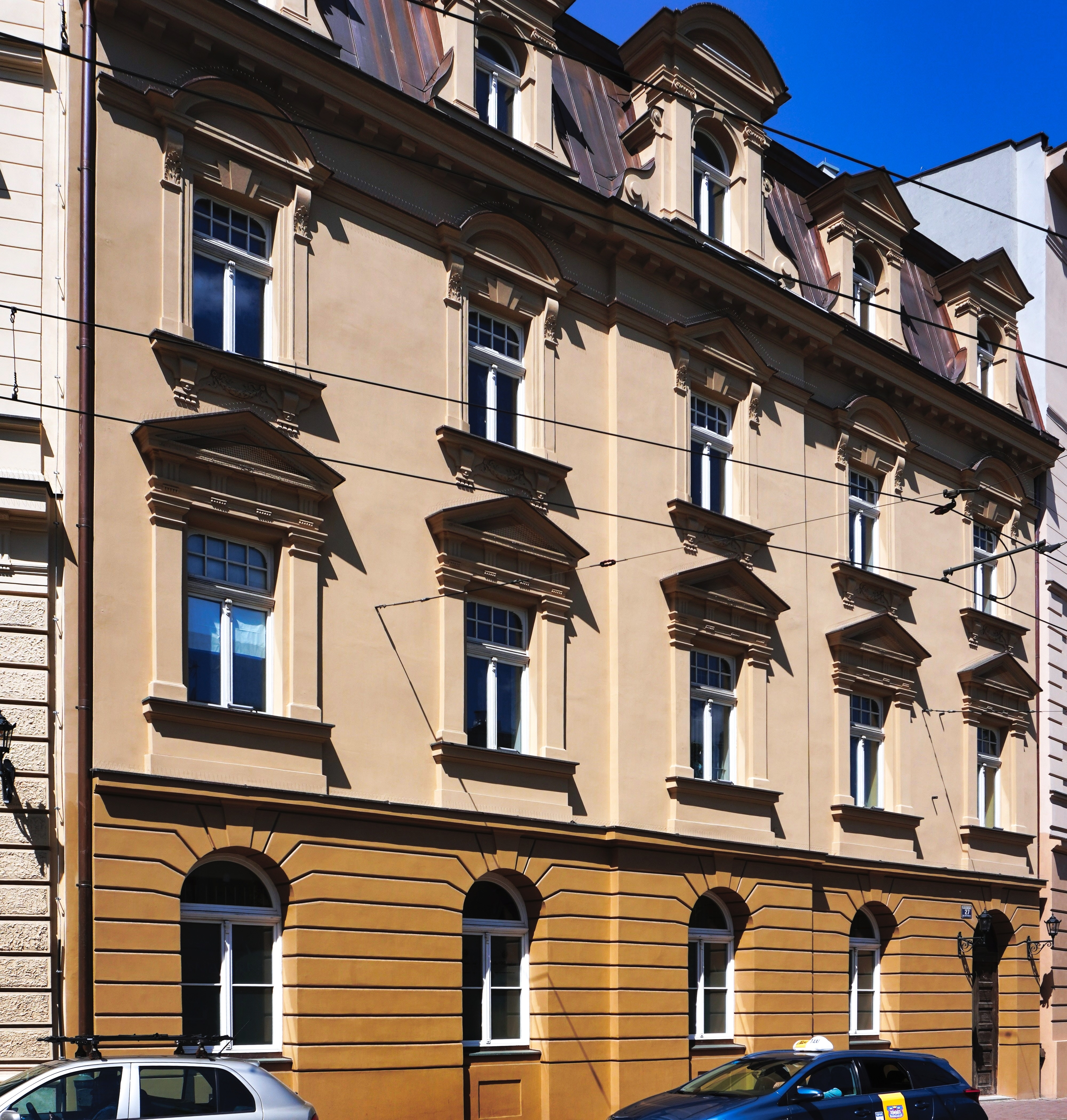
ul. św. Gertrudy 27 Kamienica, część Hotelu Royal (proj. Karol Knaus (?), 1894)
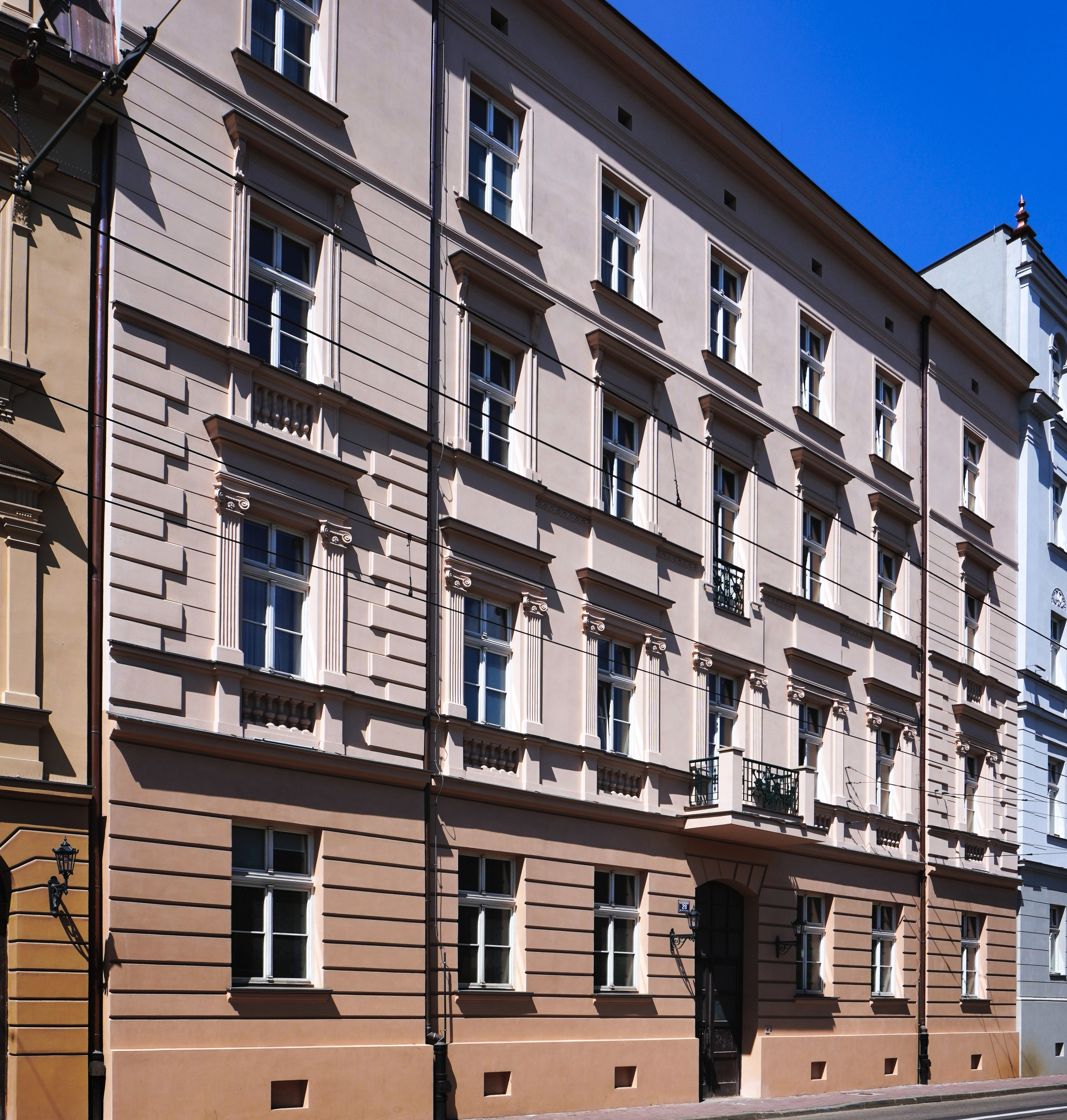
ul. św. Gertrudy 28 Kamienica, część Hotelu Royal (proj. Władysław Kleinberger (?), 1885)